# Gerbert (imię)
Gerbert – imię męskie pochodzenia germańskiego, złożone z członów ger – "włócznia", i beraht – "lśniący, błyszczący". Patronem tego imienia jest św. Gerbert.
Gerbert imieniny obchodzi 13 października.
Znane osoby o tym imieniu:
- Gerbert z Aurillac, czyli późniejszy papież Sylwester II, nauczyciel Ottona III.